# Castilla de la Paragua
Castilla fue   una  provincia española   situada en el archipiélago Filipino, en la parte llamada de Visayas. Pertenecía a la audiencia territorial  y Capitanía General de Filipinas, y en lo espiritual a la diócesis de Cebú.

## Historia
En 1858, la Provincia de Calamianes fue dividida en tres provincias: Castilla, al norte con Taytay como capital, Asturias,  en el sur,  con Puerto Princesa como capital y  la pequeña isla de Balábac, con su capital en Príncipe Alfonso.